# Martino Scovacricchi
Martino Scovacricchi (Udine, 11 novembre 1921 – Pradamano, 6 febbraio 2005) è stato un politico italiano.

## Biografia
Ebbe il coraggio, da capitano dell'esercito, di non aderire alla RSI, e fu internato in Germania fino al 1945. Laureato in Lettere, è insegnante e giornalista. Esponente friulano del Partito Socialista Democratico Italiano. Dal 1976 al 1992 è stato deputato alla Camera, per un totale di quattro legislature consecutive. Fra la fine degli anni '70 e la metà degli anni '80 è stato sottosegretario di Stato alla Difesa in sei diversi governi.
Muore nel febbraio 2005, all'età di 83 anni.